# Carl Seyfert
Carl Keenan Seyfert (11. února 1911 – 13. června 1960) byl americký astronom. Je známý díky výzkumu z roku 1943 týkajímu se vysoce-excitovaných emisních čar z centra některých spirálních galaxií, které byly později na jeho počest pojmenovány Seyfertovy galaxie. Skupina galaxií Seyfertův sextet je také pojmenována po něm.

## Život
Seyfert se narodil a vyrůstal v Clevelandu. Chodil na Harvardovu univerzitu, kde v roce 1933 získal magisterský titul a o tři roky později rovněž doktorský titul z astronomie. Jeho práci vedl Harlow Shapley a zabývala se barvami a velikostmi galaxií.
V roce 1935 se Seyfert oženil s astronomkou Muriel Elizabeth Musselsovou, známou pro její příspěvky ke studiu prstencových mlhovin. Měli spolu dvě děti, dceru Gail Carol a syna Carla Keenana Seyferta mladšího.
V roce 1936 se Seyfert přidal k personálu na nové McDonaldově observatoři v Texasu, kde pomáhal při začátku vědeckých prací. Zůstal zde až do roku 1940, pracoval s Daniel M. Popperem na vlastnostech slabých B hvězd a pokračoval ve vlastní práci týkající se barev ve spirálních galaxiích.
Roku 1940 Seyfert přešel na observatoř Mount Wilson, kde pobýval následující dva roky. Studoval třídy aktivních galaxií později nazvané Seyfertovy galaxie. V roce 1942 se vrátil do Clevelandu, na Case Institute of Technology, kde učil navigaci pro vojenský personál a podílel se na tajných vojenských výzkumech. Také prováděl astronomický průzkum na Warner and Swasey Observatory patřící pod Case Institute.
V roce 1946 Seyfert začal pracovat na Vanderbilt University v Nashvillu v Tennessee. Astronomický program na Vanderbilt University byl velmi skromný. Univerzita vlastnila jen malou observatoř, která byla vybaven refraktorem, a měla jen skromný výukový program. Seyfert tento program zlepšil a získal finanční prostředky na vybudování nové hvězdárny. Během několika let získal významnou veřejnou podporu od Nashvillské komunity. Jím založená Dyerova observatoř byla dokončena v prosinci 1953. Seyfert se stal ředitelem nové hvězdárny, tuto pozici zastával až do své smrti. Seyfert bhem 50. let rovněž působil jako místní meteorolog pro WSM-TV.
Seyfert zemřel při automobilové nehodě v Nashvillu 13. června 1960 v ulici v blízkosti Dyerovy observatoře. Tato ulice byla následně přejmenována na jeho počest na "Carl Seyfert Memorial Drive".

## Příspěvky k astronomii
Carl Seyfert publikoval mnoho dokumentů v astronomické literatuře týkajících se široké škály témat v hvězdné a galaktické astronomii, stejně jako pozorovacích metod a přístrojového vybavení.
V roce 1943 publikoval knihu o galaxiích s jasnými jádry, která vyzařují světlo s emisní čárami spektra s charakteristickým rozšířením emisních čar. Prototypovým příkladem je Messier 77 (NGC 1068). Je to právě tato třída galaxií, která byla později na jeho počest pojmenována Seyfertovy galaxie.
Během svého pobytu na Case Institute získali s Jasonem Johnem Nassauem první dobré barevné snímky mlhovin a hvězdných spekter. V roce 1951 pozoroval a popsal skupinu galaxií kolem NGC 6027, později známou jako Seyfertův sextet. Byl aktivním inovátorem v oblasti instrumentace, zapojení nové techniky do pozorování, zejména použití fotonásobičů a televizní techniky.
Lunární kráter Seyfert (110 km v průměru) je pojmenován po něm. Rovněž teleskop na Dyerově observatoři byl přejmenován a nyní nese Seyfertovo jméno.